# Chronologie de l'union civile en Italie

## 1986
- L'"Interparlamentare donne comuniste" présente une proposition de loi au Sénat (avec l'honorable Ersilia Salvato comme première signataire) et à la Chambre des Députés (les premières signataires étant Romana Bianchi et Angela Bottari).

## 1987
- Arcigay présente à une réunion au Parlement une Loi pour la reconnaissance légale des concubinages de fait (convivenze di fatto).

## 1988
- 12 février - Alma Agata Cappiello présente à la Chambre des députés les propositions de loi Discipline de la famille de fait (2340).

## 1993
- 2 décembre - Graziano Cioni présente à la Chambre des Députés la proposition de loi En matière des unions civiles (3426).

## 1994
- 7 juin - Nichi Vendola présente à la Chambre des députés la proposition de loi Dispositions en matière des unions civiles.
- 27 octobre - Graziano Cioni présente à la Chambre des députés la proposition de loi Dispositions en matière des unions civiles.

## 1996
- 17 mai - Nichi Vendola présente à la Chambre des députés la proposition de loi Discipline des U nions civiles (1020)
- 11 juillet - Luigi Manconi présente au Sénat la proposition de loi Normative sur les unions civiles(935).
- 22 octobre - Ersilia Salvato présente la proposition de loi Discipline des unions civiles (1518).
- 11 décembre - Gloria Buffo présente la proposition de loi Normes sur unions civiles (2870).

## 1997
- 30 juillet - Graziano Cioni présente la proposition de loi Dispositions en matière des unionis civiles (2725).

## 1998
- 12 mars - Antonio Soda présente la proposition de loi Discipline de l'unione affective(4657).

## 2000
- 15 septembre - Maurizio Paissan présente la proposition de loi Normes sur les unions civiles (7292).
- Au cours de l'année 2000, des propositions de loi sur les unions civiles ont été présentées par Luciana Sbarbati, Antonio Lisi et Anna Maria De Luca.

## 2001
- 31 mai - Fiorello Cortiana présente au Sénat la proposition de loi Normative sur les unions civiles(47).
- 12 juin - Titti De Simone présente à la Chambre des députés la proposition de loi Discipline des unions civiles(716).
- 13 juin - Katia Bellillo présente la proposition de loi 795 sur les unions civiles.
- 25 juin - Luigi Malabarba présente au Sénat la proposition de loi Discipline des unions civiles(305).
- 5 juillet - Alfonso Pecoraro Scanio présente à la Chambre des députés la proposition de loi Normes sur les unions civiles (1232).
- 20 septembre - Antonio Soda présente la proposition 1610 sur les unions civiles.

## 2002
- 8 juillet - Franco Grillini présente à la Chambre des députés la proposition de loi Institution du registre des unions civiles des couples de même sexe ou de sexe différent et possibilité pour les personnes du même sexe d'accéder à l'institution du mariage (2982).
- 21 octobre - Franco Grillini présente à la Chambre des députés la proposition de loi Règles sur le pacte civil de solidarité et des unions de fait (3296).

## 2003
- 14 avril - Franco Grillini présente à la Chambre des députés la proposition de loi Règles de l'union affective (3893)
- 2 octobre - Dario Rivolta présente la proposition 4334 sur les unions civiles.
- 21 octobre - Alessandra Mussolini présenta la proposition 4405 sur les unions civiles.
- 29 octobre - Enrico Buemi présente la proposition 4442 sur les unions civiles.
- 12 novembre - Katia Bellillo présente la proposition 44782 sur les unions civiles.
- 22 décembre - Chiara Moroni présente la proposition 4585 sur les unions civiles.
- 29 décembre - le Conseil régional de Toscane présente la proposition 4588 sur les unions civiles

## 2004
- 1er octobre - Titti De Simone présente à la Chambre des députés la proposition de loi Règles des unions civiles (5321).